# Demi-marathon de Lévis
Le Demi-Marathon de Lévis est un semi-marathon annuel ayant lieu à Lévis, au Québec. Il fait partie du circuit régional Je Cours Québec qui inclut le Marathon de Québec, la Descente Royale et plusieurs autres événements. L'événement attirant des milliers de coureurs existe depuis 2013 et compte des épreuves de 2, 5 et 10 kilomètres en plus du semi-marathon,.

## Parcours
Les parcours des épreuves du Demi-Marathon de Lévis sont majoritairement descendants et reconnus pour leur rapidité.
Les parcours se présentent totalement dans la ville de Lévis, passant par la piste cyclable avec une vue sur le fleuve Saint-Laurent.

## Histoire
L'événement sportif a dû annuler ses épreuves en 2020 en raison de la pandémie de Covid-19. En 2021, l'épreuve du semi-marathon, qui a accueilli plus de 3000 coureurs, a servi de championnat québécois à l'occasion de la Coupe Québec Viens Courir, engendré par la Fédération québécoise d'athlétisme. Ceci fut renouvelé en 2022.

## Gagnants

### Demi-Marathon de Lévis
| Édition                                                             | Gagnant masculin        | Temps           | Gagnant féminin     | Temps           |
| ------------------------------------------------------------------- | ----------------------- | --------------- | ------------------- | --------------- |
| 2024                                                                | Marc-Antoine Senneville | 1 h 06 min 54 s | Édith Pépin         | 1 h 20 min 05 s |
| 2023                                                                | Marc-Antoine Senneville | 1 h 08 min 09 s | Sara-Pier Paquet    | 1 h 18 min 53 s |
| 2022                                                                | Marc-Antoine Senneville | 1 h 04 min 56 s | Caroline Pomerleau  | 1 h 17 min 05 s |
| 2021                                                                | Pierre-Lou Billerot     | 1 h 06 min 43 s | Élissa Legault      | 1 h 13 min 30 s |
| *Les événements ont été annulés à cause de la pandémie de Covid-19* |                         |                 |                     |                 |
| 2019                                                                | Kipsang Ezekiel         | 1 h 06 min 03 s | Salome Nyirarukundo | 1 h 14 min 00 s |
| 2018                                                                | Kipsang Ezekiel         | 1 h 08 min 15 s | Karine Lefebvre     | 1 h 21 min 48 s |
| 2017                                                                | Emmanuel Boisvert       | 1 h 10 min 57 s | Catherine Dumont    | 1 h 19 min 27 s |
| 2016                                                                | Baghdad Rachem          | 1 h 10 min 25 s | Lucie Gonthier      | 1 h 24 min 08 s |
| 2015                                                                | Daniel Blouin           | 1 h 13 min 47 s | Patricia Pronovost  | 1 h 22 min 21 s |
| 2014                                                                | Baghdad Rachem          | 1 h 10 min 47 s | Marianne Boivin     | 1 h 24 min 30 s |
| 2013                                                                | Daniel Blouin           | 1 h 12 min 15 s | Isabelle Gagnon     | 1 h 23 min 43 s |

### 10 kilomètres
| Édition                                                             | Gagnant masculin       | Temps       | Gagnant féminin        | Temps       |
| ------------------------------------------------------------------- | ---------------------- | ----------- | ---------------------- | ----------- |
| 2024                                                                | Nicolas Gilbert        | 31 min 29 s | Alice Côté-Allard      | 36min 33 s  |
| 2023                                                                | Keven Bedard           | 32 min 17 s | Alice Côté-Allard      | 37 min 10 s |
| 2022                                                                | Anthony Trudel         | 33 min 02 s | Marie-Pier Coulombe    | 38 min 43 s |
| 2021                                                                | Jean-Pierre Morin      | 32 min 33 s | Josée Picard-Arsenault | 37 min 01 s |
| *Les événements ont été annulés à cause de la pandémie de Covid-19* |                        |             |                        |             |
| 2019                                                                | Jean Marie Uwajeneza   | 31 min 01 s | Beatha Nishimwe        | 34 min 19 s |
| 2018                                                                | Thomas Bilodeau-Genest | 33 min 17 s | Laurence Bouchard      | 37 min 23 s |
| 2017                                                                | William Brouard        | 35 min 05 s | Josée Picard-Arsenault | 37 min 21 s |
| 2016                                                                | Gavin Hatheway         | 32 min 59 s | Josée Picard-Arsenault | 37 min 17 s |
| 2015                                                                | Jerome Boucher         | 35 min 50 s | Gabrielle Roberge      | 41 min 21 s |
| 2014                                                                | Patrice Hamelin        | 32 min 27 s | Sonia Dupere           | 40 min 38 s |
| 2013                                                                | François Piuze         | 35 min 30 s | Marianne Boivin        | 39 min 39 s |

### 5 kilomètres
| Résultats                                                           | Résultats             | Résultats   | Résultats               | Résultats   |
| Édition                                                             | Gagnant masculin      | Temps       | Gagnant féminin         | Temps       |
| ------------------------------------------------------------------- | --------------------- | ----------- | ----------------------- | ----------- |
| 2024                                                                | Maxime Curdy          | 15 min 07 s | Selma Duquenoy          | 19 min 40 s |
| 2023                                                                | Mathis Cormier        | 17 min 02 s | Juliane Thériault       | 18 min 07 s |
| 2022                                                                | William Brouard       | 15 min 58 s | Lisanne Guérin          | 18 min 46 s |
| 2021                                                                | Philippe Brochu       | 15 min 46 s | Florence Caron          | 18 min 45 s |
| *Les événements ont été annulés à cause de la pandémie de Covid-19* |                       |             |                         |             |
| 2019                                                                | Louis-Philippe Côté   | 16 min 21 s | Isabelle Morin          | 18 min 18 s |
| 2018                                                                | Pier-Olivier Laflamme | 14 min 44 s | Fanny Hotton-Daigneault | 19 min 46 s |
| 2017                                                                | Mathieu Fréchette     | 16 min 40 s | Alyssa Le Méner         | 20 min 13 s |
| 2016                                                                | Pier-Olivier Laflamme | 14 min 27 s | Eve Grenier             | 19 min 52 s |
| 2015                                                                | Stephan St-Martin     | 14 min 48 s | Geneviève Moreau        | 21 min 52 s |
| 2014                                                                | Keven Bédard          | 15 min 57 s | Jade Nadeau             | 20 min 25 s |
| 2013                                                                | Guillaume Fréchette   | 16 min 12 s | Jade Nadeau             | 20 min 50 s |

### Course des jeunes de 2 kilomètres
| Édition                                                            | Gagnant masculin     | Temps      | Gagnant féminin           | Temps      |
| ------------------------------------------------------------------ | -------------------- | ---------- | ------------------------- | ---------- |
| 2024                                                               | Philippe Roy         | 8 min 09 s | Maelie Gauthier           | 8 min 12 s |
| 2023                                                               | Antoine Cloutier     | 8 min 06 s | Delphine Levasseur        | 9 min 05 s |
| 2022                                                               | Henri Couture        | 7 min 46 s | Béatrice Ménard           | 8 min 12 s |
| 2021                                                               | Rafaël Trad          | 8 min 28 s | Émilie Trad               | 9 min 07 s |
| *Les événements ont été annulés à cause de la pandémie de Covid-19 |                      |            |                           |            |
| 2019                                                               | Shawn-william Motard | 7 min 19 s | Anne-Sophie Renaud        | 8 min 28 s |
| 2018                                                               | Alexis Bernard       | 7 min 32 s | Maryon Sirois-Dompierre   | 8 min 59 s |
| 2017                                                               | Émile Turcotte       | 6 min 35 s | Éliane Jobin              | 8 min 55 s |
| 2016                                                               | Arnaud Gagnon        | 6 min 58 s | Sara-Coralie Desruisseaux | 8 min 05 s |
| 2015                                                               | Arnaud Gagnon        | 7 min 08 s | Alyssa Le Méner           | 7 min 41 s |
| 2014                                                               | Samuel Fournier      | 7 min 14 s | Alyssa Le Méner           | 8 min 05 s |
| 2013                                                               | Olivier Desmeules    | 7 min 38 s | Coralie Cloutier          | 8 min 48 s |